# ヴィッラ・サン・ジョヴァンニ・イン・トゥーシャ
ヴィッラ・サン・ジョヴァンニ・イン・トゥーシャ（伊: Villa San Giovanni in Tuscia）は、イタリア共和国ラツィオ州ヴィテルボ県にある、人口約1,200人の基礎自治体（コムーネ）。

## 地理

### 位置・広がり
ヴィテルボ県南部のコムーネ。県都ヴィテルボから南南西へ16kmの距離にある。

#### 隣接コムーネ
隣接するコムーネは以下の通り。
- バルバラーノ・ロマーノ
- ブレーラ
- ヴェトラッラ

### 気候分類・地震分類
ヴィッラ・サン・ジョヴァンニ・イン・トゥーシャにおけるイタリアの気候分類 (it) および度日は、zona D, 1905 GGである。
また、イタリアの地震リスク階級 (it) では、zona 2B (sismicità media) に分類される。